# Nautilus (U-Boot, 2008)

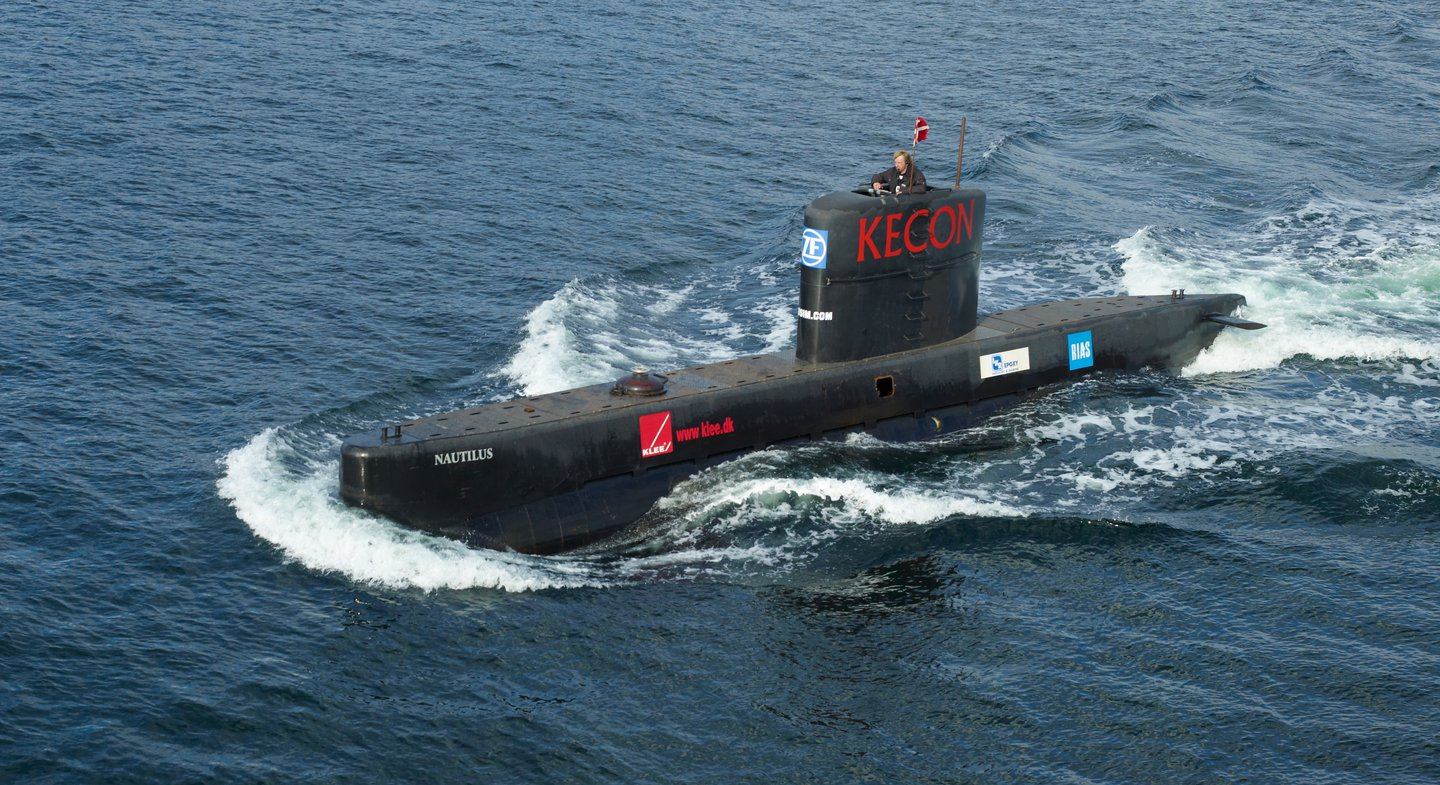
2008

Die Nautilus, auch als UC3 Nautilus bezeichnet, war ein in Dänemark in privater Trägerschaft gebautes U-Boot. Es wurde 2008 fertiggestellt. Konstrukteur war Peter Madsen. Mit 17,8 Metern Länge und 40 Tonnen Gewicht bei voller Ausstattung gilt es als das größte von einer Privatperson gebaute U-Boot. Es wurde durch Crowdfunding finanziert und hatte eine maximale Tauchtiefe von 100 m.
Am 11. August 2017 wurde es von Madsen geflutet, um den Mord an der schwedischen Journalistin Kim Wall an Bord zu vertuschen. Am 12. August 2017 wurde das Boot aus sieben Metern Wassertiefe in der Køge Bugt südlich von Kopenhagen gehoben und beschlagnahmt.
Im April 2018 wurde Madsen wegen Mordes an Kim Wall zu einer lebenslangen Freiheitsstrafe verurteilt. Außerdem ordnete das Kopenhagener Amtsgericht die Zerstörung seines U-Bootes an, die im Dezember 2018 abgeschlossen wurde.